# Chlodwig Beck
Chlodwig Beck (* 29. November 1924 in Karlsruhe; † 9. Mai 2011 in Freiburg im Breisgau) war ein deutscher HNO-Arzt und Hochschullehrer.

## Leben
Der gebürtige Badener Chlodwig Beck wandte sich nach dem Abitur dem Studium der Medizin an der Friedrich-Wilhelms-Universität zu Berlin zu, das er, nachdem er es an der Karl-Ferdinands-Universität in Prag sowie an der Albert-Ludwigs-Universität Freiburg fortgesetzt hatte, 1950 mit der Promotion zum Dr. med. abschloss. Im Anschluss übernahm Chlodwig Beck neben seiner Facharztausbildung eine Assistentenstelle an der Universitäts-Hals-Nasen-Ohrenklinik in Freiburg.
Im Jahr 1958 habilitierte Beck sich als Privatdozent für das Fach Hals-Nasen-Ohren-Heilkunde und übte ab 1959 seine Lehrtätigkeit an der Universität Freiburg aus. 1960 erfolgte die Ernennung zum Oberarzt, 1965 zum Professor, 1970 wurde er als Ordinarius in der Nachfolge von Fritz Zöllner (1901–1986) mit der Leitung der Klinik betraut. Beck, der zusätzlich in den Studienjahren 1971/72 sowie 1989/90 das Dekanat der Medizinischen Fakultät bekleidete, wurde 1991 emeritiert. Darüber hinaus hatte er eine Mitgliedschaft in der Deutschen Gesellschaft für Hals-Nasen-Ohren-Heilkunde, Kopf- und Hals-Chirurgie, der er zwischen 1979 und 1980 als Präsident vorstand, inne, 1996 wurde er zum Ehrenmitglied ernannt.
Chlodwig Beck, der sich zu Beginn seiner wissenschaftlichen Karriere der Innenohrforschung widmete, mit deutlich mehr als 200 viel beachteten sowie wegweisenden Publikationen hervortrat, wurde in Anerkennung seiner Verdienste auf seinem Fachgebiet 1969 in die exklusive wissenschaftliche Vereinigung Collegium Oto-Rhino-Laryngologicum Amicitiae sacrum, 1974 als Korrespondierendes Mitglied in die Österreichische Oto-Rhino-Laryngologische Gesellschaft sowie 1976 ebenfalls als Korrespondierendes Mitglied in die Schweizerische Gesellschaft für Oto-Rhino-Laryngologie, Hals- und Gesichtschirurgie (SGORL) aufgenommen. Überdies wurde er durch die Verleihungen des Bundesverdienstkreuzes sowie der Albert-Schweitzer-Medaille gewürdigt.

## Schriften
- Über die Höhe der oberflächlichen Schmerzschwelle bei Gesunden und ihre topographische Verteilung auf die Körperoberfläche, Dissertation, Medizinische Fakultät, Freiburg i. Br., 1950
- Feinstrukturelle und histochemische Veränderungen an den Strukturen der Cochlea beim Meerschweinchen nach dosierter Reintonbeschallung, Habilitationsschrift, Universität, Freiburg i. Br., 1959
- Differentialdiagnose, HNO-Krankheiten, Ferdinand Enke Verlag, Stuttgart, 1989
- Hals-, Nasen-, Ohrenkrankheiten : Studienbuch für Krankenschwestern, Krankenpfleger und medizinisch-technische Assistentinnen, Kohlhammer, Stuttgart, 1989
- Mit Hans-Georg Dieroff: Lärmschwerhörigkeit : mit 21 Tabellen, G. Fischer, Jena [u. a.], 1994
- HNO-Therapie, Ferdinand Enke Verlag, Stuttgart, 1995